# Station Eigenbilzen
Station Eigenbilzen is een voormalig spoorwegstation in Eigenbilzen, een dorp en deelgemeente van de stad Bilzen. Het lag aan spoorlijn 20, de spoorlijn tussen de Nederlandse stad Maastricht en de Belgische stad Hasselt.
Vanaf 1 augustus 2015 worden er spoorfietsen ingezet op dit spoor tussen Gellik en Munsterbilzen.
2,1: Munsterbilzen ·
6,1: Eigenbilzen ·
8,3: Gellik ·
10,6: Lanaken ·
38,1: Maastricht Boschpoort ·
36,0: Maastricht